# SC Amersfoort

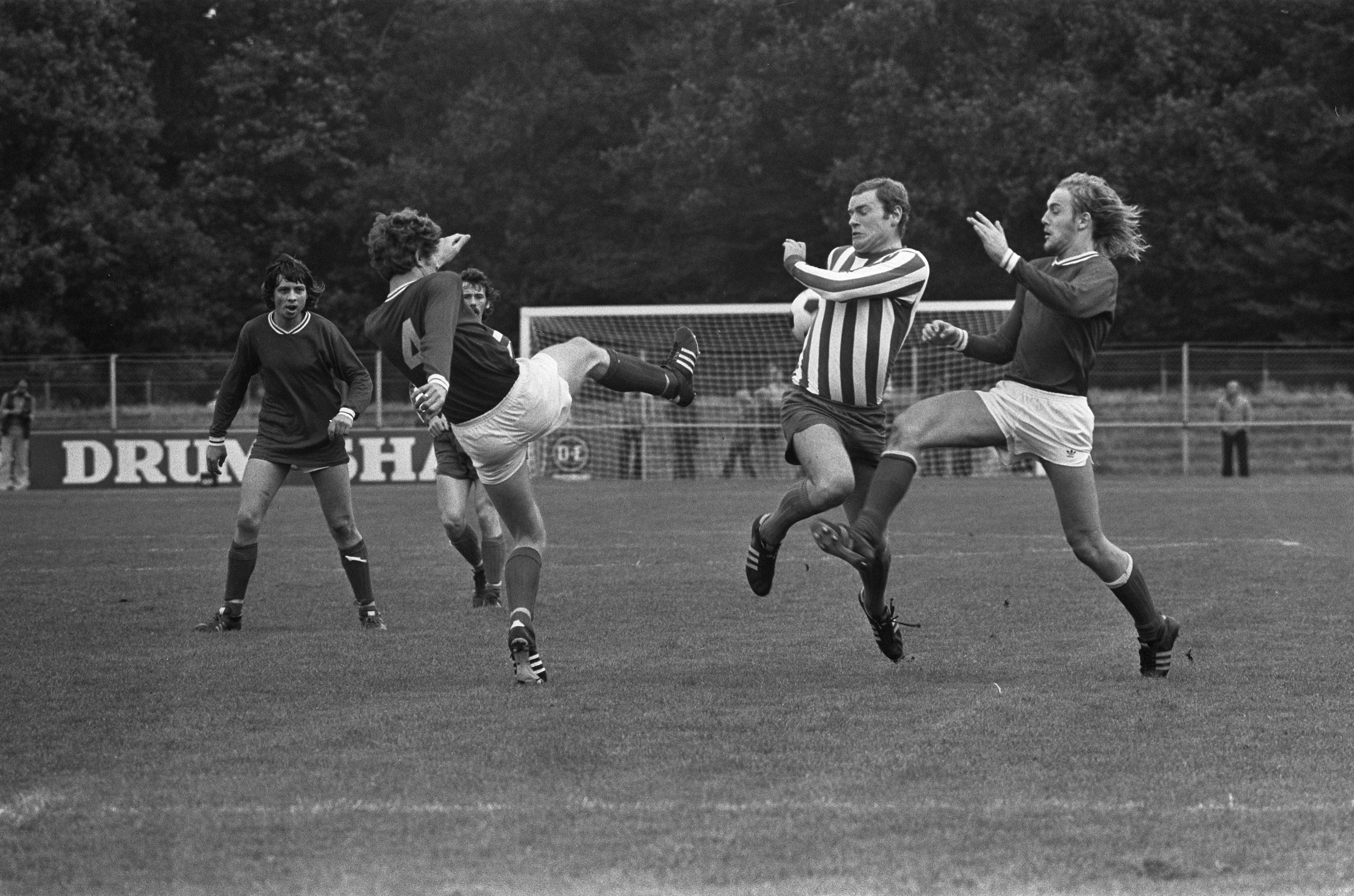
SC Amersfoort won in het KNVB Beker-toernooi met 2-1 thuis tegen EVV Eindhoven op 6 oktober 1974. Eindhoven eindigde als zesde in de eerste divisie en promoveerde als periodekampioen door het winnen van de nacompetitie aan het eind van het seizoen 1974/75 naar de eredivisie.

Sportclub Amersfoort was een betaaldvoetbalclub uit Amersfoort (Utrecht).

## Geschiedenis

### Oprichting
SC Amersfoort werd in 1973 opgericht als voortzetting van de eerste-divisieclub HVC (Hollandia Victoria Combinatie). HVC was van oudsher de grootste club van Amersfoort, maar door de invoering van het profvoetbal en de aanschaf van spelers van buiten de stad vervreemdde de club zich van zijn achterban en raakte in de problemen. In 1973 werden de amateurtak en de professionale tak van HVC van elkaar gescheiden; de profs gingen verder als SC Amersfoort. SC Amersfoort had een bescheiden stadion op sportpark Birkhoven.

### Laagvlieger in de Eerste Divisie
SC Amersfoort eindigde in 1973-1974 en 1974-1975 in de middenmoot en vanaf het seizoen 1975-1976 zelfs steevast onder in de Eerste Divisie. Op de erelijst prijkt één periodetitel (1973-1974). In de nacompetitie die op dit succes volgde was SC Amersfoort kansloos voor promotie naar de Eredivisie.

### Financiële problemen
Vanwege de geringe toeschouwersaantallen (in het laatste jaar gemiddeld 1285) en het verlies van de belangrijkste sponsor kwam SC Amersfoort in financiële problemen. In 1982 werd de laatste profwedstrijd gespeeld. Na 15 wedstrijden in het seizoen 1982-1983, moest de club vanwege het op 15 december 1982 uitgesproken faillissement de Eerste divisie verlaten, vrijwel precies halverwege de competitie. De club wilde in beroep gaan en ging in januari 1983 weer in training. Op 13 januari zag het bestuur af van het beroep waarmee het faillissement definitief werd. Een poging van geldschieter Hans Vahstal om vervolgens via de stichting 'Phoenix' de licentie over te nemen voor een doorstart liep op niets uit.

### Cijfers
- Beste seizoenen in de eerste divisie waren 1973-1974 (doelsaldo −9) en 1974-1975 (doelsaldo −9),
- Het zwakste seizoen was 1979-1980 (doelsaldo −65).
- Grootste thuisoverwinningen: +3: SC Amersfoort-FC Dordrecht 3-0 (1975-1976), SC Amersfoort-SC Heerenveen 4-1 (1975-1976), SC Amersfoort-SVV 4-1 (1978-1979), SC Amersfoort-Eindhoven 4-1 (1979-1980), SC Amersfoort-Veendam 3-0 (1981-1982).
- Grootste uitoverwinning: +4: Fortuna Vlaardingen-SC Amersfoort 0-4 (1973-1974) (tevens grootste overwinning in alle wedstrijden).
- Grootste thuisnederlaag: −6: SC Amersfoort-DS'79 1-7 (1981-1982). Grootste uitnederlagen: −6: Excelsior-SC Amersfoort 6-0 (1977-1978 én 1978-1979), FC Volendam-SC Amersfoort 6-0 (1979-1980), HFC Haarlem-SC Amersfoort 6-0 (1980-1981).
- Doelpuntrijkste wedstrijd thuis: 11 goals: SC Amersfoort-HFC Haarlem 3-8 (−5) (1975-1976, 27-9-1975). Doelpuntrijkste wedstrijd uit: 9 goals: Helmond Sport-SC Amersfoort 7-2 (−5) (1979-1980).

## Eindklasseringen
SC Amersfoort speelde tien seizoenen in het betaald voetbal, van 1973/1974 tot 1982/1983. In het laatste seizoen werd de ploeg na 15 speelronden vanwege faillissement uit de competitie gehaald.

### Seizoensoverzichten
| Resultaten van SC Amersfoort sinds de toetreding in het betaald voetbal in 1973 | Resultaten van SC Amersfoort sinds de toetreding in het betaald voetbal in 1973 | Resultaten van SC Amersfoort sinds de toetreding in het betaald voetbal in 1973 | Resultaten van SC Amersfoort sinds de toetreding in het betaald voetbal in 1973 | Resultaten van SC Amersfoort sinds de toetreding in het betaald voetbal in 1973 | Resultaten van SC Amersfoort sinds de toetreding in het betaald voetbal in 1973 | Resultaten van SC Amersfoort sinds de toetreding in het betaald voetbal in 1973 | Resultaten van SC Amersfoort sinds de toetreding in het betaald voetbal in 1973 | Resultaten van SC Amersfoort sinds de toetreding in het betaald voetbal in 1973 | Resultaten van SC Amersfoort sinds de toetreding in het betaald voetbal in 1973 | Resultaten van SC Amersfoort sinds de toetreding in het betaald voetbal in 1973 | Resultaten van SC Amersfoort sinds de toetreding in het betaald voetbal in 1973 | Resultaten van SC Amersfoort sinds de toetreding in het betaald voetbal in 1973                                                                       |
| Seizoen                                                                         | Competitie                                                                      | Competitie                                                                      | Competitie                                                                      | Competitie                                                                      | Competitie                                                                      | Competitie                                                                      | Competitie                                                                      | Competitie                                                                      | Competitie                                                                      | Kwalificatie                                                                    | KNVB Beker                                                                      | Bijzonderheid |
| Seizoen                                                                         | Divisie                                                                         | GW                                                                              | W                                                                               | G                                                                               | V                                                                               | PNT                                                                             | DV                                                                              | DT                                                                              | POS                                                                             | Kwalificatie                                                                    | KNVB Beker                                                                      | Bijzonderheid |
| ------------------------------------------------------------------------------- | ------------------------------------------------------------------------------- | ------------------------------------------------------------------------------- | ------------------------------------------------------------------------------- | ------------------------------------------------------------------------------- | ------------------------------------------------------------------------------- | ------------------------------------------------------------------------------- | ------------------------------------------------------------------------------- | ------------------------------------------------------------------------------- | ------------------------------------------------------------------------------- | ------------------------------------------------------------------------------- | ------------------------------------------------------------------------------- | --- |
| 1973/74                                                                         | Eerste divisie                                                                  | 38                                                                              | 12                                                                              | 11                                                                              | 15                                                                              | 35                                                                              | 37                                                                              | 47                                                                              | 14e                                                                             | Nacompetitie                                                                    | 2e ronde                                                                        | SC Amersfoort ontstaat na de naamsverandering van HVC Promotiewedstrijden tegen Fortuna SC (1–2 & 1–0), Vitesse (0–0 & 0–0) en Wageningen (1–6 & 1–2) |
| 1974/75                                                                         | Eerste divisie                                                                  | 36                                                                              | 9                                                                               | 12                                                                              | 15                                                                              | 30                                                                              | 37                                                                              | 46                                                                              | 12e                                                                             | –                                                                               | 2e ronde                                                                        | – |
| 1975/76                                                                         | Eerste divisie                                                                  | 36                                                                              | 8                                                                               | 9                                                                               | 19                                                                              | 25                                                                              | 39                                                                              | 66                                                                              | 18e                                                                             | –                                                                               | 2e ronde                                                                        | – |
| 1976/77                                                                         | Eerste divisie                                                                  | 36                                                                              | 9                                                                               | 6                                                                               | 21                                                                              | 24                                                                              | 33                                                                              | 73                                                                              | 17e                                                                             | –                                                                               | 1e ronde                                                                        | – |
| 1977/78                                                                         | Eerste divisie                                                                  | 36                                                                              | 6                                                                               | 9                                                                               | 21                                                                              | 21                                                                              | 23                                                                              | 66                                                                              | 19e                                                                             | –                                                                               | 1e ronde                                                                        | – |
| 1978/79                                                                         | Eerste divisie                                                                  | 36                                                                              | 8                                                                               | 7                                                                               | 21                                                                              | 23                                                                              | 34                                                                              | 78                                                                              | 18e                                                                             | –                                                                               | 1e ronde                                                                        | – |
| 1979/80                                                                         | Eerste divisie                                                                  | 36                                                                              | 4                                                                               | 6                                                                               | 26                                                                              | 14                                                                              | 34                                                                              | 99                                                                              | 19e                                                                             | –                                                                               | Achtste finale                                                                  | – |
| 1980/81                                                                         | Eerste divisie                                                                  | 36                                                                              | 7                                                                               | 9                                                                               | 20                                                                              | 23                                                                              | 30                                                                              | 59                                                                              | 17e                                                                             | –                                                                               | 2e ronde                                                                        | – |
| 1981/82                                                                         | Eerste divisie                                                                  | 34                                                                              | 6                                                                               | 9                                                                               | 19                                                                              | 21                                                                              | 36                                                                              | 72                                                                              | 18e                                                                             | –                                                                               | 2e ronde                                                                        | – |
| 1982/83                                                                         | Eerste divisie                                                                  | 15                                                                              | 5                                                                               | 3                                                                               | 7                                                                               | 13                                                                              | 16                                                                              | 29                                                                              | 17e*                                                                            | –                                                                               | 1e ronde                                                                        | *SC Amersfoort werd na de 15e speelronde failliet verklaard                                                                                           |

### Topscorers
- 1973/74:  Jef de Neeling (8)
- 1974/75:  Jef de Neeling (10)
- 1975/76:  Jaap van Pelt (11)
- 1976/77:  Matthias Maiwald (6)
0000000  Rob Snijders (6)
- 1977/78:  Jaap van Pelt (4)
0000000  Cees van Slooten (4)
0000000  Piet Struik (4)
- 1978/79:  Jaap van Pelt (7)
- 1979/80:  Ben Hulshoff (9)
- 1980/81:  Jaap van Pelt (8)
- 1981/82:  Ton Gruters (6)
0000000  Jan van Leijenhorst (6)
- 1982/83:  Ton Gruters (3)

### Trainers
- 1973–1978  Nico van Miltenburg
- 1978–1980  Hans Alleman
- 1980–1983  Henk Hofstee

VV Amsvorde · VV APWC · CJVV · VV Cobu Boys · VV Hoogland · VV Hooglanderveen · HVC · KVVA · ASC Nieuwland · VV De Posthoorn · AFC Quick 1890 · VV VOP · VVZA

Voormalige clubs: Amersfoortsche FC · SC Amersfoort · 't Vijfde